# Le Prisonnier de Zenda (roman)
Pour les articles homonymes, voir Le Prisonnier de Zenda.
Le Prisonnier de Zenda (The Prisoner of Zenda) est un roman d'aventures d'Anthony Hope, publié en 1894. Le roi de Ruritanie, un pays imaginaire, est enlevé à la veille de son couronnement, et on persuade le héros de l'histoire, un Anglais en vacances dont il se trouve qu'il ressemble au souverain, de jouer le rôle de ce dernier pour essayer de sauver la situation. L'infâme Rupert de Hentzau a donné son nom à la suite, publiée en 1898, qui est incluse dans certaines éditions de ce roman. Ces livres ont joui d'une grande popularité et inspiré un nouveau genre, celui de la romance ruritanienne, qui comprend les romans de George Barr McCutcheon dont l'intrigue se situe dans le Graustark. Ce roman a fait également l'objet d'une publication en feuilleton sous le titre Le Roman d'un roi dans la revue Lectures pour tous.

## Résumé de l'intrigue
Le narrateur est Rudolf Rassendyll, vingt-neuf ans, le frère cadet du comte de Burlesdon et en même temps cousin lointain et sosie de Rudolf V, qui doit être bientôt couronné roi de Ruritanie, un royaume germanique « des plus intéressants et des plus importants » qui se situe de façon imprécise entre les empires allemand et autrichien. La raison en est que le trisaïeul des deux Rudolfs – nommé Rudolf lui aussi – avait eu une aventure avec une femme de la noblesse anglaise ; il avait reconnu le fils qui en était né et s'était occupé de la mère et de l'enfant.
La Ruritanie est une monarchie, comme l'Allemagne et l'Autriche-Hongrie à l'époque. Rudolf Elphberg, le prince qui doit ceindre la couronne, est un rouquin, viveur et ivrogne, peu aimé du peuple, mais soutenu par l'aristocratie, l'Église catholique, l'armée, et en général les classes supérieures. Le rival politique de ce monarque absolu est son jeune demi-frère Michael, aux cheveux noirs, duc et gouverneur de Strelsau, la capitale. Ce Michael n'a légalement aucun droit sur le trône, puisqu'il est le fils du second mariage de leur père, un mariage morganatique – en d'autres termes sa mère n'était pas de sang royal, si bien que dans la ligne de succession celle qui suit est la belle et populaire princesse Flavia. Michael est considéré comme le champion des classes laborieuses de Strelsau, prolétariat et paysans réunis, et de ce que Hope appelle les classes criminelles. Curieusement, le roman semble accorder sa sympathie aux nobles et au clergé qui soutiennent le monarque débauché, le roi Rudolf.
Après que Michael a fait administrer des somnifères au roi Rudolf, Rassendyll doit emprunter l'identité du roi lors du couronnement, puis quand le roi a été enlevé et emprisonné dans son château dans la petite ville de Zenda, jusqu'au moment où il pourra être délivré. Il en résulte complications, complots et contre-complots, où se mêlent les intrigues de la maîtresse de Michael, Antoinette de Mauban, et celles de l'âme damnée de Michael, Rupert de Hentzau ; il ne manque plus à Rassendyll que de tomber amoureux de la princesse Flavia, la  fiancée du roi. En fin de compte, le roi est rétabli sur son trône – mais les amoureux, liés par le devoir, doivent se séparer pour toujours.

## Adaptations
Ce roman a été adapté plusieurs fois, principalement en film mais aussi en opérette et en comédie musicale ou série télévisée :

### Films
- Le Prisonnier de Zenda (The Prisoner of Zenda), film américain muet réalisé par Hugh Ford et Edwin S. Porter, sorti en 1913, avec James K. Hackett ;
- Le Prisonnier de Zenda (The Prisoner of Zenda), film britannique muet réalisé par George Loane Tucker, sorti en 1915, avec Henry Ainley ;
- Le Prisonnier de Zenda (The Prisoner of Zenda), film américain muet réalisé par Rex Ingram, sorti en 1922, avec Lewis Stone ;
- Rupert of Hentzau, film américain muet réalisé par Victor Heerman, sorti en 1923, avec Bert Lytell ;
- Le Prisonnier de Zenda (The Prisoner of Zenda), film américain réalisé par John Cromwell, sorti en 1937, avec Ronald Colman ;
- Le Prisonnier de Zenda (The Prisoner of Zenda), film américain réalisé par Richard Thorpe, sorti en 1952, avec Stewart Granger ;
- Le Prisonnier de Zenda (The Prisoner of Zenda), film américain (parodie comique) réalisé par Richard Quine, sorti en 1979, avec Peter Sellers.

### Série télévisée
- Le Prisonnier de Zenda (The Prisoner of Zenda), série télévisée britannique (une saison de six épisodes) réalisée par Leonard Lewis, diffusée en 1984 avec Malcolm Sinclair (en).

### Théâtre
- Zenda, comédie musicale américaine, musique de Vernon Duke, créée en 1963.

### Opéra
- Princess Flavia, opérette américaine, musique de Victor Herbert, créée à Broadway en 1925 ;

### Bande-dessinée
- Mickey roi de Bamboulie (1938) et Mickey abdique (1939) ; voir la chronique Quand Disney s’inspire du prisonnier de Zenda (Biblioweb)

## Postérité
Avec son roman, Anthony Hope inaugure un genre nouveau appelé « Ruritanian novel », qui présente des petits royaumes imaginaires, monarchies d'opérette d'Europe centrale, très populaire de la fin du XIXe à la première moitié du XXe siècle. Koenigsmark (1918) de Pierre Benoit ou la Syldavie du Sceptre d'Ottokar (1939) de Hergé, se situent dans cette lignée